# Symphlebia sulphurea
Symphlebia sulphurea är en fjärilsart som beskrevs av James John Joicey och Talbot 1916. Symphlebia sulphurea ingår i släktet Symphlebia och familjen björnspinnare. Inga underarter finns listade i Catalogue of Life.